# 芦庄站
芦庄站是一个北同蒲线上的铁路车站，位于山西省原平市芦家庄村，建于1962年，目前为四等站，邮政编码为034113。目前客运：办理旅客乘降；不办理行李、包裹托运；不办理货运营业。